# Однонаправленная сеть
Однонаправленная сеть; также однонаправленный шлюз или диод данных — (сетевое) устройство, которое позволяет данным перемещаться только в одном направлении: передача данных в другом направлении физически невозможна. Появились в 80х годах XX века. Диоды данных чаще всего встречаются в средах с высоким уровнем безопасности, где они служат связями между двумя или более сетями с различными уровнями безопасности. Учитывая рост промышленного IoT и цифровых технологий, эта технология теперь может быть применена на уровне промышленного контроля на таких объектах, как атомные электростанции, производство электроэнергии и критические системы безопасности, такие как железнодорожные сети или управление самолётами.

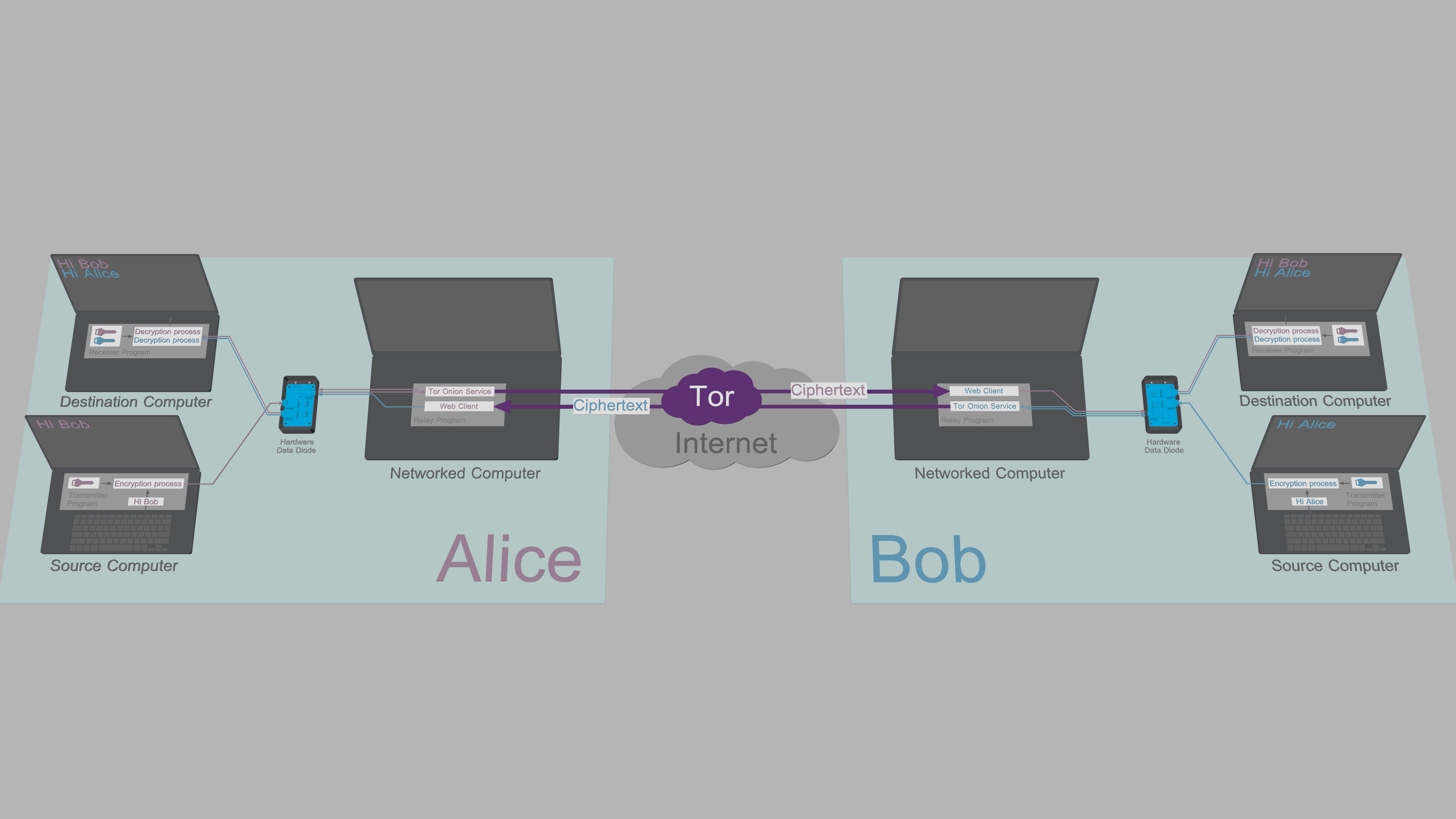
Использование диода данных для разделения устройств с шифрованием
данных(с публичными ключами, возможна только отправка данных с него) и расшифровкой данных на другом компьютере(возможен только приём данных из Интернета на это устройство)

Современные однонаправленые сети делятся на два вида:
- Диод данных: сетевое устройство или устройство, позволяющее передавать необработанные данные только в одном направлении, используемое для обеспечения информационной безопасности или защиты критически важных цифровых систем, таких как промышленные системы управления, от входящих кибератак.
- Однонаправленный шлюз: комбинация аппаратного и программного обеспечения, работающего на прокси-компьютерах исходной и целевой сетей. Аппаратное обеспечение в виде диода данных в исходной сети, обеспечивает физическую однонаправленность получаемых данных, а программное обеспечение реплицирует и получает полученную информацию в целевую сеть используя для этого двунаправленные протоколы, а чтобы попасть в конечную сеть информация снова проходит через диод данных . Однонаправленный шлюз способен передавать несколько протоколов и типов данных одновременно. Он содержит более широкий спектр функций кибербезопасности, таких как, среди прочего, безопасная загрузка, управление сертификатами, целостность данных, прямое исправление ошибок (FEC), безопасная связь через TLS.

В Европе и США регуляторы стали подталкивать организации с критическими системами к использованию однонаправленных сетей.
Однонаправленные сети используются для:
- мониторинга в реальном времени критически важных сетей;
- сбор данных;
- синхронизация времени в высокозащищенных сетях;
- публикация сертификатов и списков отзыва ключей удостоверяющими центрами;
- отправка / получение предупреждений или сигналов тревоги из открытых в критические / конфиденциальные сети;
- отправка / получение писем из открытых в критические / конфиденциальные сети.

Простейшей формой однонаправленной сети является модифицированный волоконно-оптический кабель(точнее оптопара или оптрон), в которой приемопередатчики отправки и приема удалены или отключены для одного направления, а любые механизмы защиты от сбоев линии отключены. Некоторые коммерческие продукты полагаются на этот базовый дизайн, но добавляют другие функциональные возможности программного обеспечения. Возможно использование однонаправленных сетей для построения защищённых сетей и информационных систем по модели Белла — Лападулы («нет чтения вверх», «нет записи вниз»). Скорость передачи современных диодов данных достигает гигабита и выше (в одну сторону).

###### Производители
- Advenica  Швеция
- Arbit  Дания
- BAE Systems  США /  Великобритания
- Deepsecure  Великобритания
- Fox-IT  Нидерланды
- GENUA  Германия
- Hirschmann  США
- INFODAS  Германия
- OWL Cyber Defense  США
- Siemens  Германия
- ST Engineering  Сингапур
- Vado  Израиль
- Waterfall  Израиль
- WizLan  Израиль
- Rovenma Corp  Турция
- InfoDiode  Россия
- Цифровые решения  Россия
- Инконтрол  Россия